# 魔境伝説
『魔境伝説』（まきょうでんせつ、英題：The Legendary Axe）は、エイコムおよびハドソンが開発しビクター音楽産業より1988年9月23日に発売されたPCエンジン用横スクロールアクションゲーム。
ビクター音楽産業のPCエンジン参入第一弾ソフト。アメリカ合衆国のゲーム誌『エレクトロニック・ゲーミング・マンスリー』や『VideoGames & Computer Entertainment』において1989年のベストゲームに選出されるなど、日本国外において非常に高い評価を受けた。
後に同社より続編となる『暗黒伝説』（1990年）が発売された。

## システム
主人公「ゴーガン」を操作し、唯一の武器であるトマホーク「スティング」を使用して敵を倒しジャンプを駆使して進むという硬派なアクションゲームとなっている。攻撃ボタンを押さずにいる事でパワーゲージが溜まっていき、より強力な攻撃が可能になる点を特徴としている。アイテム「パワーサプライ」を取得する事でゲージの最大値と威力が増していき、ステージ後半では画面上の敵を一掃できるほどに協力になる。
道中は難易度も高い箇所があるが、パターンを覚える事で突破できるようなシステムとなっている。

## ストーリー
遥か昔、深い山の奥に暴力を崇拝し血と生贄を貪る邪神教「ジャグウ」が誕生した。ジャグウは集団で村を襲い略奪と殺戮の限りを尽くし、怪しげな魔術でおとなしい動物たちを凶暴な害獣へと変え彼らの住処へ近づくものを襲わせた。人々はジャグウ教徒が棲む山を「魔境」と呼び恐れた。住み慣れた故郷を捨て安住の地を探すべく遠くへ旅立った者もいたが、ほとんどのものは故郷に留まりジャグウに貢ぎ物をし、毎年村の少女一人を生贄とすることで安全を計っていた。しかしジャグウ教徒の横暴は日に日に増長していった。
ミノフの村に収穫の季節が訪れた。しかしそれは同時に生贄の季節の到来を意味していた。その年に生贄に選ばれたのは16歳となったばかりの少女フレイアであった。
そんなフレイアには18歳の幼馴染ゴーガンがいた。ゴーガンは16歳の時に修行のために村を離れていたが、フレイアが生贄に選ばれたことを知り急いで駆け付けた。ゴーガンが村に着いた時には既にフレイアは連れ去られた後だった。
ゴーガンはフレイアを救うため、村の長老から贈られた不思議な力を持った聖なるトマホーク「スティング」を手に、ジャグウの巣食う「魔境」へと旅立っていった。

## スタッフ
- ゲーム・デザイナー：竹森得泰、ABU（阿部K助）
- プログラマー：TSURUMOKU（白谷守）、P-OKABE、やすだじゅん
- グラフィック・デザイナー：ABU（阿部K助）、橋本茂徳、すごうともこ
- 音楽：竹間淳、滝本利昭
- テスト・プレイヤー：やすだじゅん、P-OKABE
- スペシャル・サンクス：Mr.AOYAMA（青山英二）、ONO-CHAN

## 評価
- ゲーム誌『ファミコン通信』の「クロスレビュー」では合計26点（満40点）[5]、『PC Engine FAN』の読者投票による「ゲーム通信簿」での評価は以下の通り21.28点（満30点）となっている[1]。また、この得点はPCエンジン全ソフトの中で218位（485本中、1993年時点）となっている。同雑誌1993年10月号特別付録の「PCエンジンオールカタログ'93」では、「初期のラインナップの中にあってもかなりできがよく、操作性もよい」と称賛した[1]。

| 項目 | キャラクタ | 音楽 | 操作性 | 熱中度 | お買得度 | オリジナリティ | 総合  |
| 得点 | 3.87       | 3.68 | 3.49   | 3.68   | 3.35     | 3.21           | 21.28 |
- ゲーム本『懐かしゲーム機大百科 PCエンジン完全ガイド 1987-1999』では、グラフィックは背景や敵キャラクターまで細かく描き込まれていると指摘し、「先の見えない魔境の雰囲気がよく出ている」と称賛した[2]。また通常動作が斧攻撃とジャンプのみであるため、パワーゲージをマックスまで溜め込んで放つ攻撃は「桁違いに強力な溜め攻撃の爽快感が輝いて見える」と絶賛、また何度も挑戦する事で突破口が見いだせるゲームバランスの良さを指摘した上で「派手さはないが本気で遊び込める通好みの作品といえる」と称賛した[2]。